# Myōshin-ji
Myōshin-ji (jap. 妙心寺) – kompleks świątynny szkoły zen rinzai w Kioto, tworzący największą sieć powiązań w ramach tej tradycji zen. W Japonii należy do niej ponad trzy tysiące pięćset świątyń i dziewiętnaście klasztorów, a na świecie ponad sześć tysięcy świątyń, czterdzieści klasztorów i jeden konwent żeński.

## Historia
Świątynia powstała z prywatnej posiadłości byłego cesarza Hanazono (1308–1318), który pragnął zamienić ją na świątynię, w której mógłby studiować buddyzm i praktykować medytację. W 1335 roku został mnichem buddyjskim. Do prowadzenia świątyni wyznaczony został Kanzan Egen, który w 1342 roku objął obowiązki opata.
Początkowo była to bardzo mała świątynia, w której praktykowało w trudnych warunkach kilku mnichów, prowadzonych przez Kanzana rygorystycznie w duchu ubóstwa. Gdy odwiedził go mistrz zen Soseki Musō (1275–1351), był pod dużym wrażeniem ich ducha ubóstwa. Swoim uczniom powiedział potem, że wielka przyszłość japońskiego zen właśnie kształtuje się w Myōshin-ji.
Rygorystyczny system Kanzana został przekazany następnym pokoleniom szkoły rinzai. Kanzan przekazał swoją Dharmę dla Juō Sōhitsu (1296–1390), który został drugim opatem świątyni. Trzecim opatem został Muin Sōin (1326–1410).
Jeden z kolejnych opatów Setsudō Sōboku zaangażował się w politykę – był bliskim przyjacielem buntowniczego Yoshihiro Ōuchi (1356–1399), który wywołał gniew Yoshimitsu Ashikagi. Gdy rebelia potężnej rodziny Ōuchi została zgnieciona w 1399 roku, restrykcjom została poddana także Myōshin-ji. Setsudō Sōboku został uwięziony w Seiren-in. Skonfiskowano grunty świątyni, a ona sama stała się filią Daitoku-ji. Musiał także zmienić nazwę na Ryōun-ji i następnie stała się filią Nanzen-ji.
Ostatecznie w 1431 roku świątynia ta całkowicie usunęła się z systemu gozan i od tej pory była zaliczana do grupy rinka („spod lasu”). Stało się to na skutek wykorzystania politycznych, społecznych i ekonomicznych zmian, które przekształciły system religijnych instytucji po wojnie domowej Ōnin (1467–1477). Linia Myōshin-ji (jak i linia Daitoku-ji) nie brała udziału w pompatycznym systemie gozan i po odejściu z niego była zdolna odwrócić sytuację – ze statusu outsidera do autorytetu
Jednak powrót świątyni z tej zapaści był bardzo powolny. Rok 1432 był momentem przełomowym. Zezwolono wtedy na powrót niektórym mnichom. Opat Myōko Sōei, który miał rodzinne powiązania z rodziną cesarską, rozpoczął restaurację Myōshin-ji. Została ona ukończona przez jego następcę – Nippō Sōshuna (1368–1448) z linii przekazu Sosekiego Musō. Następny opat Giten Genshō (1393–1462) wywarł już wpływ na cały system rinka.
W 1456 roku prowadził świątynię i częściowo odbudował Ikkyū Sōjun (1394–1481). Specjalnie dla niego uczniowie wybudowali pustelnię Shūon-an, która stała się wówczas nazwą całego kompleksu.
W 1467 roku świątynia została spalona w czasie wojny Ōnin.
W 1477 roku dziewiąty opat Sekkō Sōshin przywrócił świątyni podstawy ekonomiczne i porządek w sprawach wewnętrznych, odzyskał wszystkie jej własności. Wśród jego uczniów znajdowała się grupa, nazywana „Czwórką Mędrców”, byli to: Tokuhō Zenketsu (1419–1506), Keisen Sōryū, Gokei Sōton i Tōjō Eichō (1429–1504). Między innymi dzięki nim wkrótce linia przekazu Myōshin-ji przewyższyła linię przekazu Daitoku-ji i stał się ona pierwszą świątynią szkoły rinzai.
W 1509 roku tereny świątyni znacznie powiększono, poprzez nabycie ziemi pobliskiej Ninna-ji.
W roku 1615 Myōshin-ji została na mocy nowego prawa siogunatu Tokugawa, nazwanego „Jiin-hatto”, poddana jego kontroli. W 1629 roku mnisi rozpoczęli akcję protestacyjną, w wyniku której ukarano czterech z nich. Był to tzw. „incydent purpurowy” (shie) od koloru szat wybitnych mnichów.
W 1654 roku do Japonii przybył chiński mistrz chan szkoły linji Yinyuan Longqi (1592–1673). Miał być zaproszony do Myōshin-ji, jednak opozycja mnichów z otoczenia opata Gudō Tōshoku (1579–1661) sprzeciwiła się temu, co doprowadziło do powstania szkoły zen ōbaku, założonej przez Yinyuana.
W XVII wieku pojawiły się trzy mocne osobowości mistrzów zen z linii Myōshin-ji: Bankei Yōtaku (1622–1693), Shidō Munan (1603–1676) i Dōkyō Etan (1642–1721). Przygotowali oni drogę dla najwybitniejszego mistrza rinzai – Hakuina Ekaku (1685–1768).
W 1808 roku opatem klasztoru został mistrz Inzan Ien.
Kolejne ciężkie czasy nadeszły w okresie Meiji. W 1868 roku władze wydały ustawę o oddzieleniu shintō od buddyzmu (likwidacja synkretyzmu shintō-buddyjskiego). Powstał także ruch antybuddyjski haibutsu-kishaku. Zniszczono wtedy wiele świątyń, posągów itd. Ucierpiała również Myōshin-ji. Jednak na przekór trudnościom udało się wtedy stworzyć obowiązujący do dziś system administracyjny oraz założyć „Szkołę Lasu Pradźni” (Hannya-rin), która stała się zalążkiem dzisiejszego Uniwersytetu Hanazono i szkoły średniej.
W 1978 roku opatem klasztoru został Mumon Yamada (1900–1988). Jego spadkobierca Taitsu Kono (ur. 1930) został wybrany w grudniu 2009 roku na opata.

## Architektura
Architektura świątyni wzorowana jest na typowym układzie chińskim wzdłuż osi północ-południe.
Ponieważ zasadniczo wszystkie budynki zostały spalone w 1467 roku, były sukcesywnie odbudowywane począwszy od 1477 roku. Obecnie w kompleksie znajduje się 47 świątyń.
Ważne budynki klasztoru
(w nawiasie data budowy)

- Chokushimon (1610)
- Sanmon (1599)
- Butsuden (1827)
- Hattō (1656)
- Dai-hōjō (1654)
- Kuri (1653)
- Sho-hōjō (1603)
- Yokushitsu (1656)
- Kyōzō (1673)
- Minamimon (1610)
- Kitamon (1610)
- Genkan (1654)
- Shindō (1656)

## Opaci
- 1. Kanzan Egen (1277–1360)
- 2. Juō Sōhitsu (1296–1390)
- 3. Muin Sōin (1326–1410)
- 4.
- 5. Setsudō Sōboku
- 6. Myōkō Sōei
- 7. Nippō Sōshun (1368–1448)
- 8. Giten Genshō (1393–1462)
- 9. Sekkō Sōshin (1408–1486)
- Gudō Toshoku (1577–1661) (trzykrotny opat)
- Inzan Ien (1751–1814)
- Gisan Zenrai (zm. 1877)
- 626. Deiryū Kutsu (Kanjū Sōjun) (1895–1954)
- Goto Zuigan (1879–1965)
- Yamada Mumon (1900–1988)

## Adres
- Myōshin-ji, 64 Myōshin-ji-chō, Hanazono, Ukyō-ku, Japan
- 右京区花園妙心寺町64

## Galeria

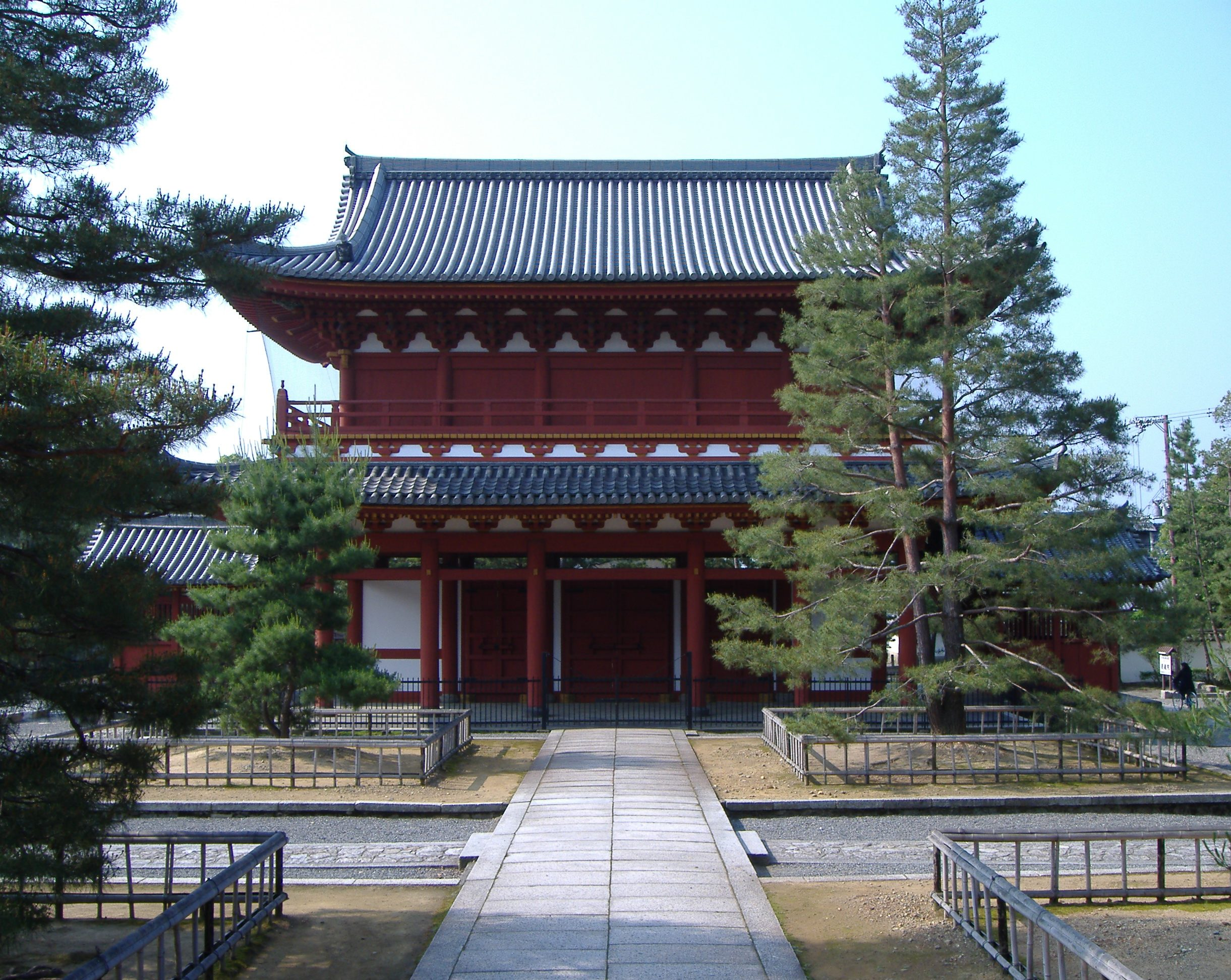
Sanmon
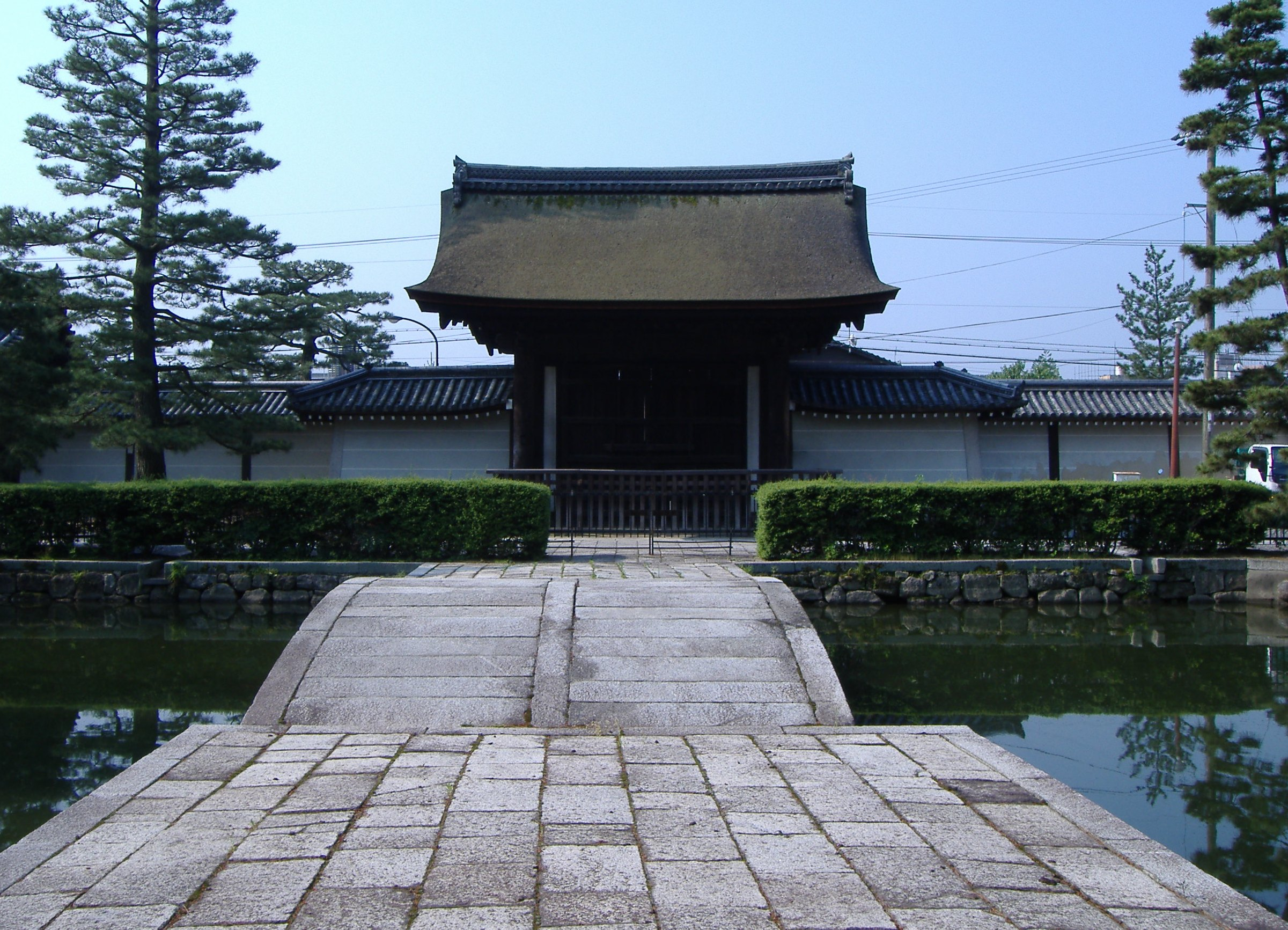
Chokushimon
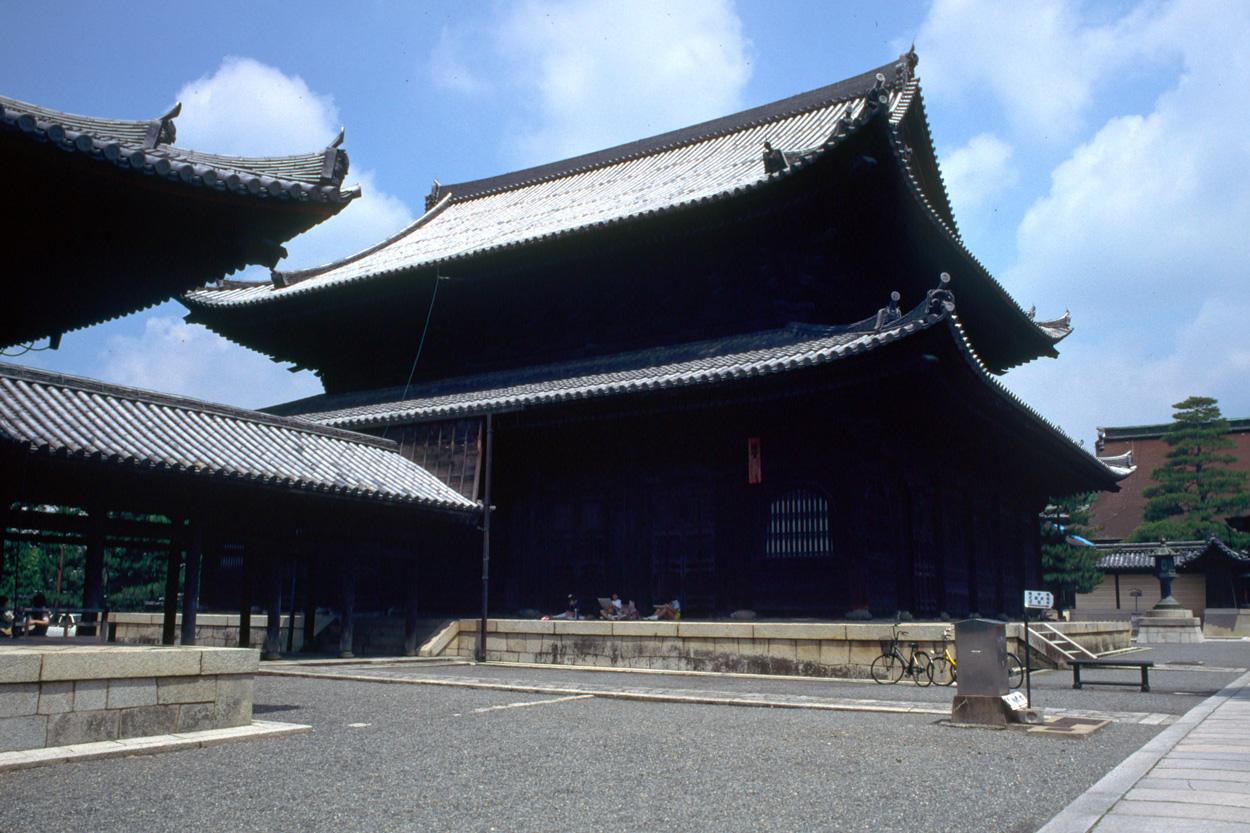
Hattō
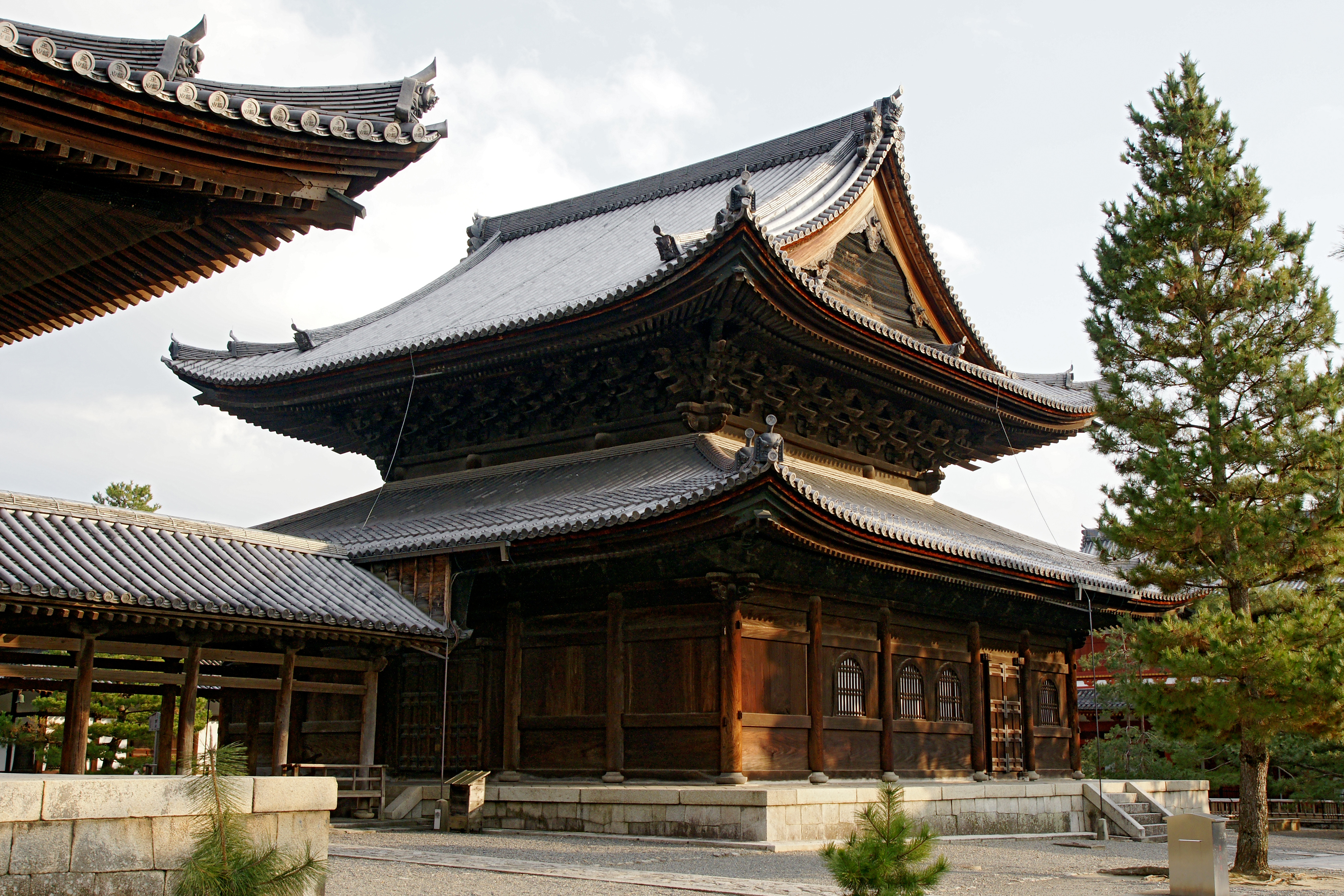
Butsuden
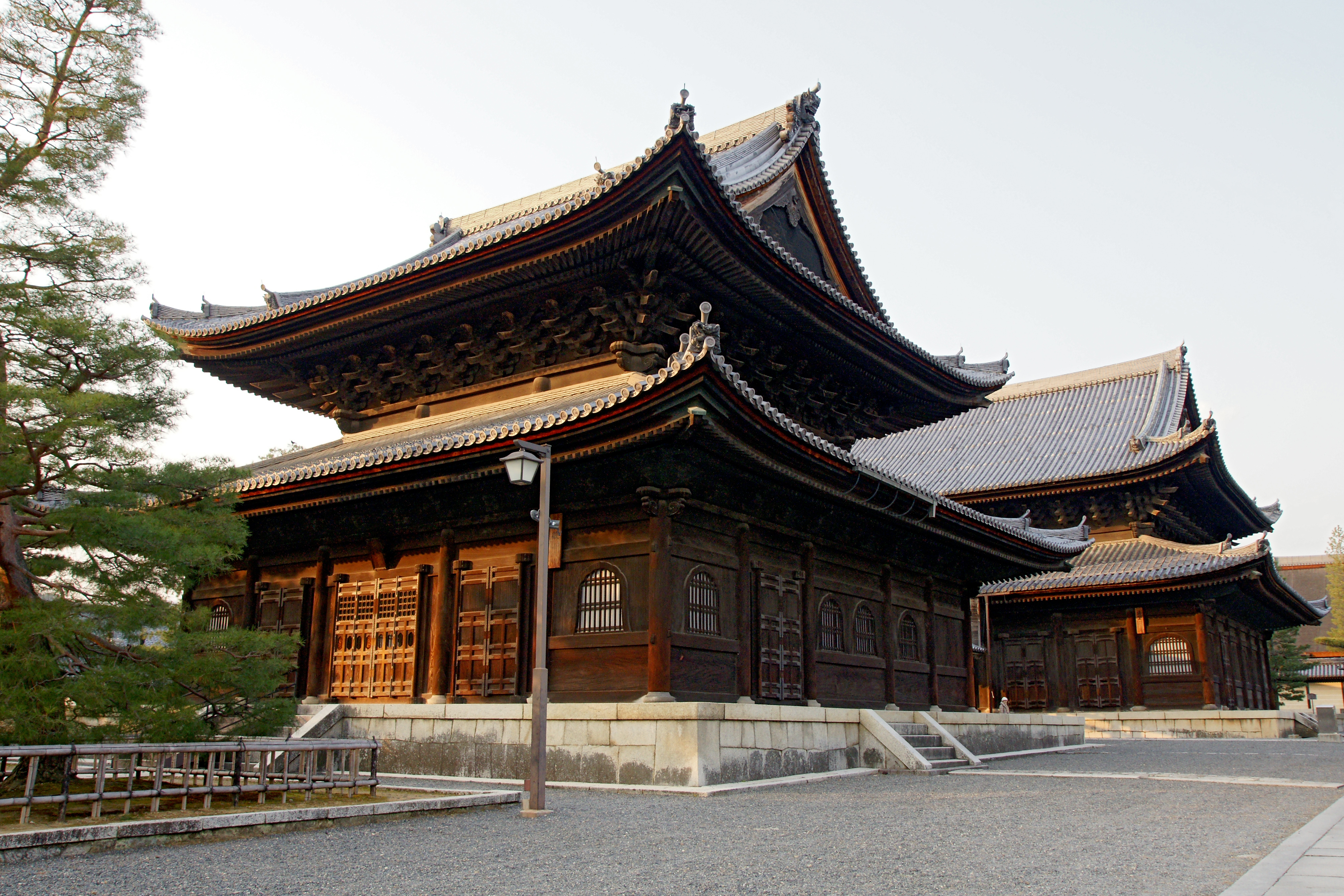
Butsuden i Hattō
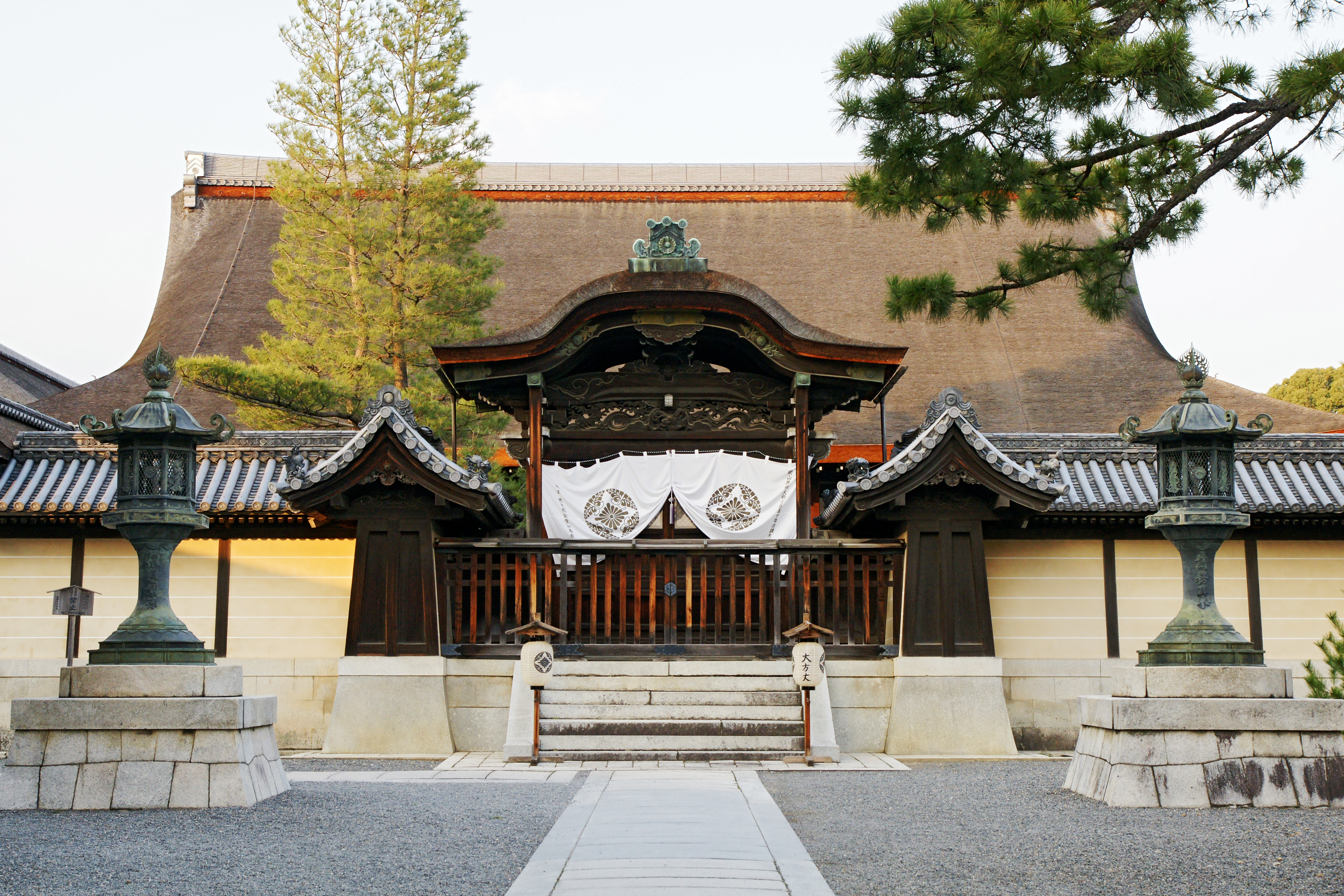
Dai-hōjō
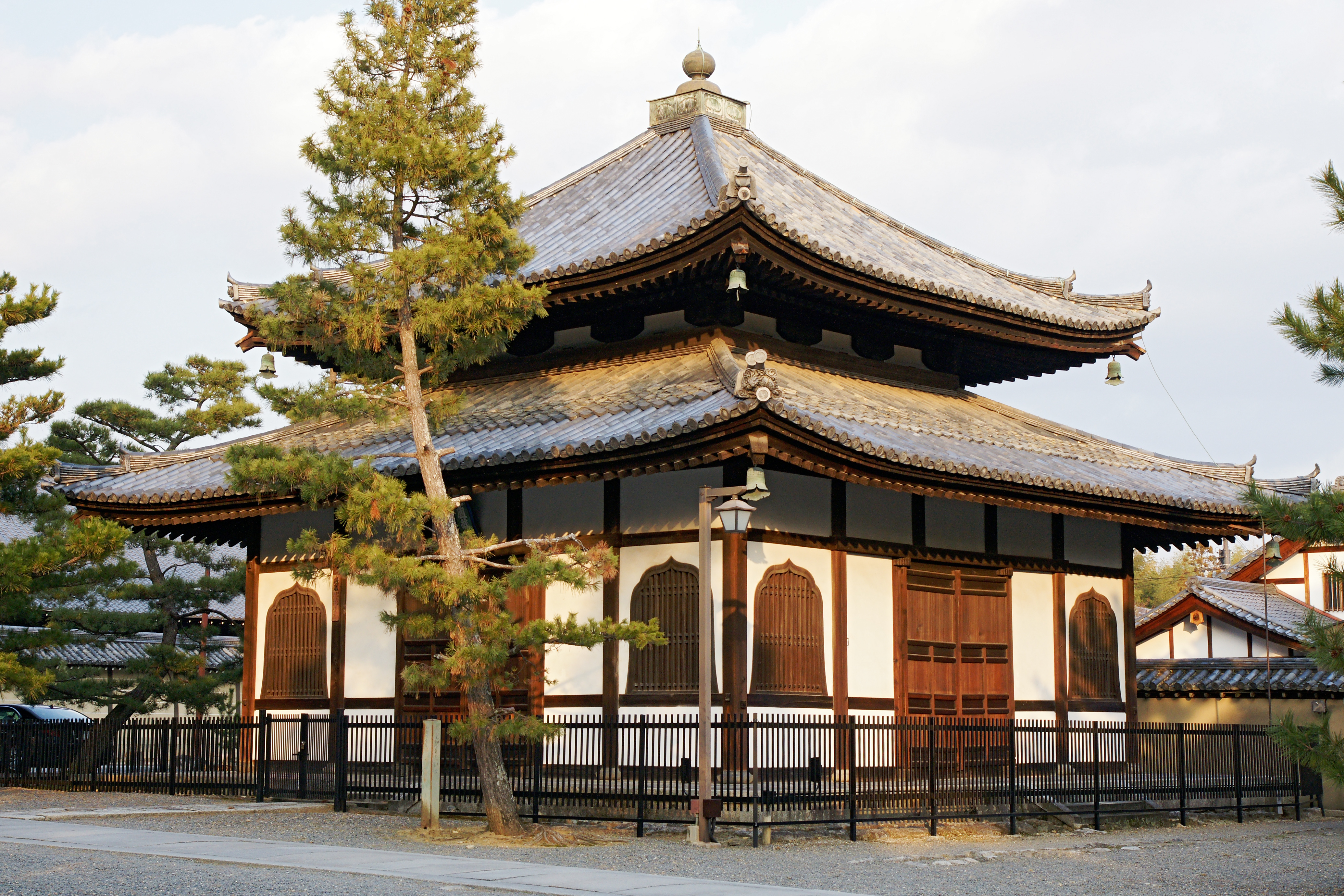
Kyōzō
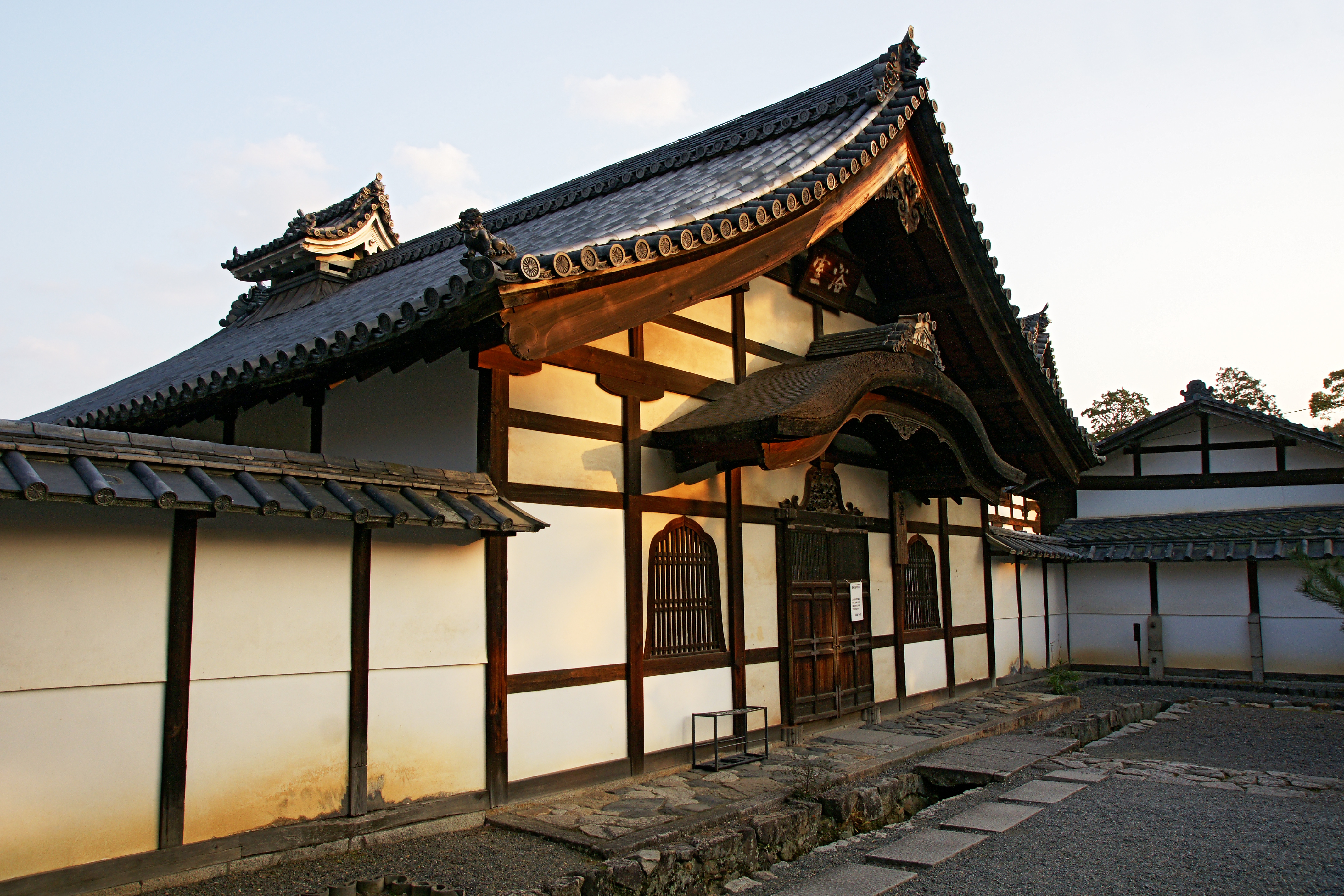
Yokushitsu
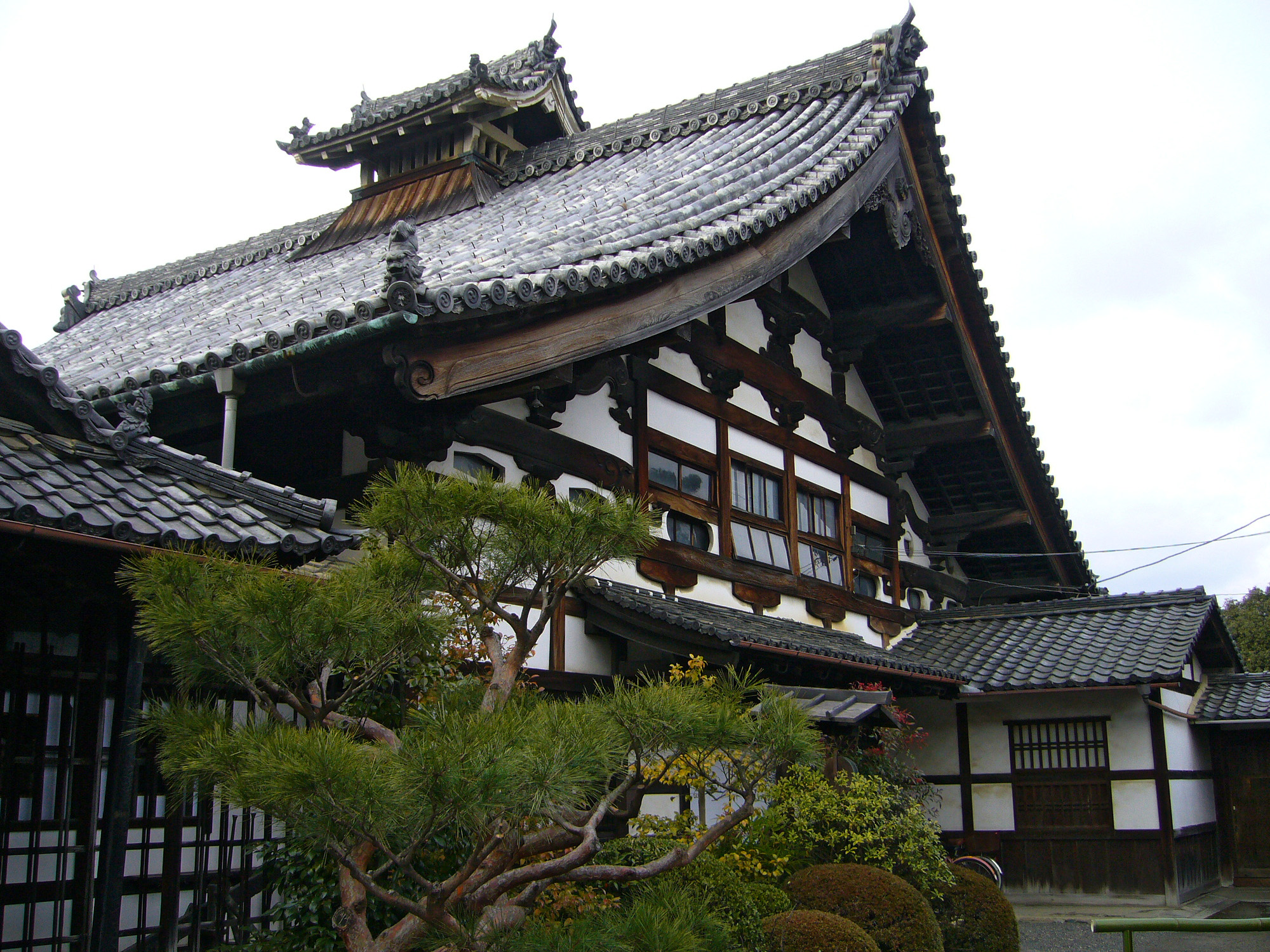
Shunkō-in
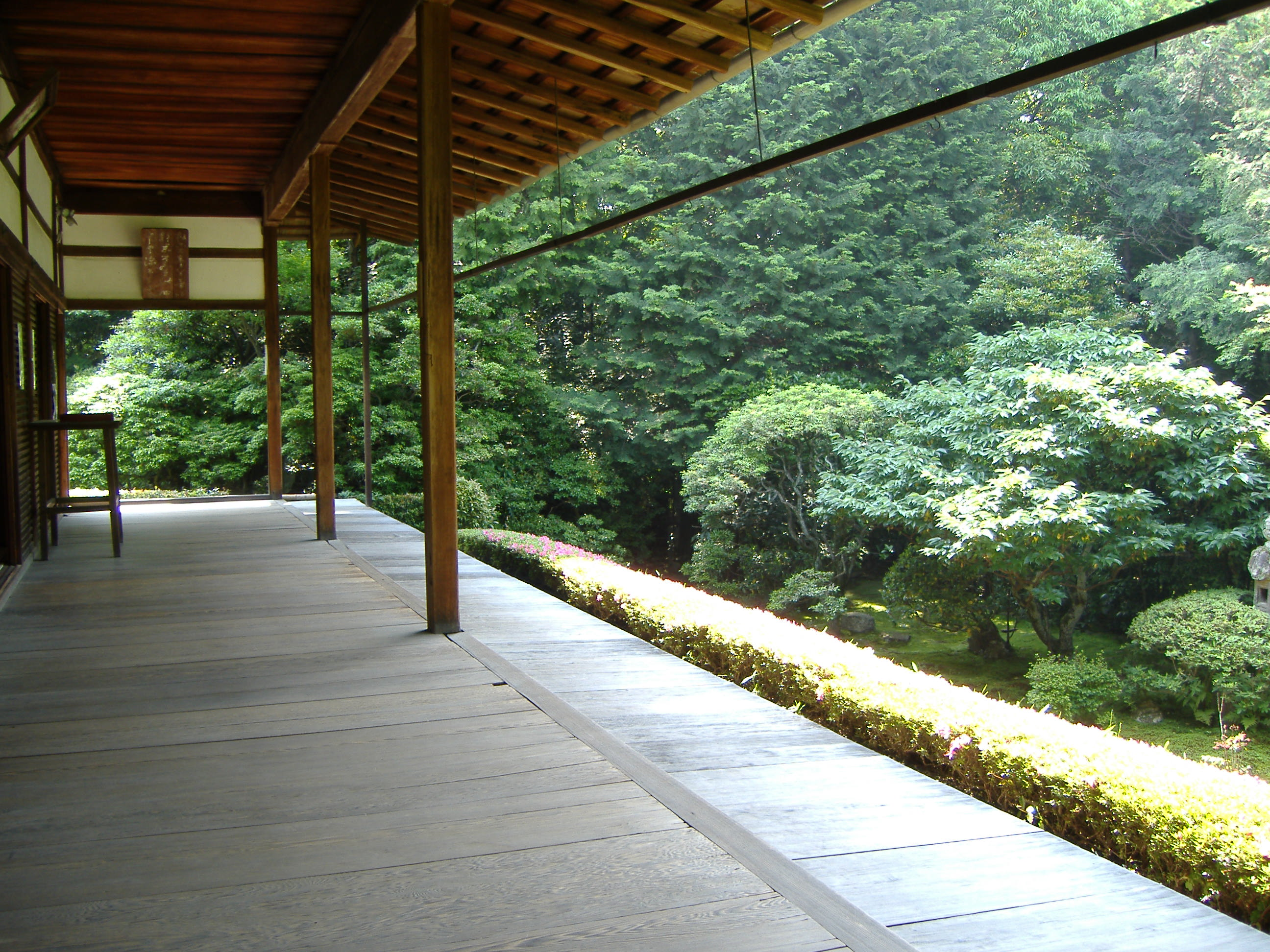
Keishun-in
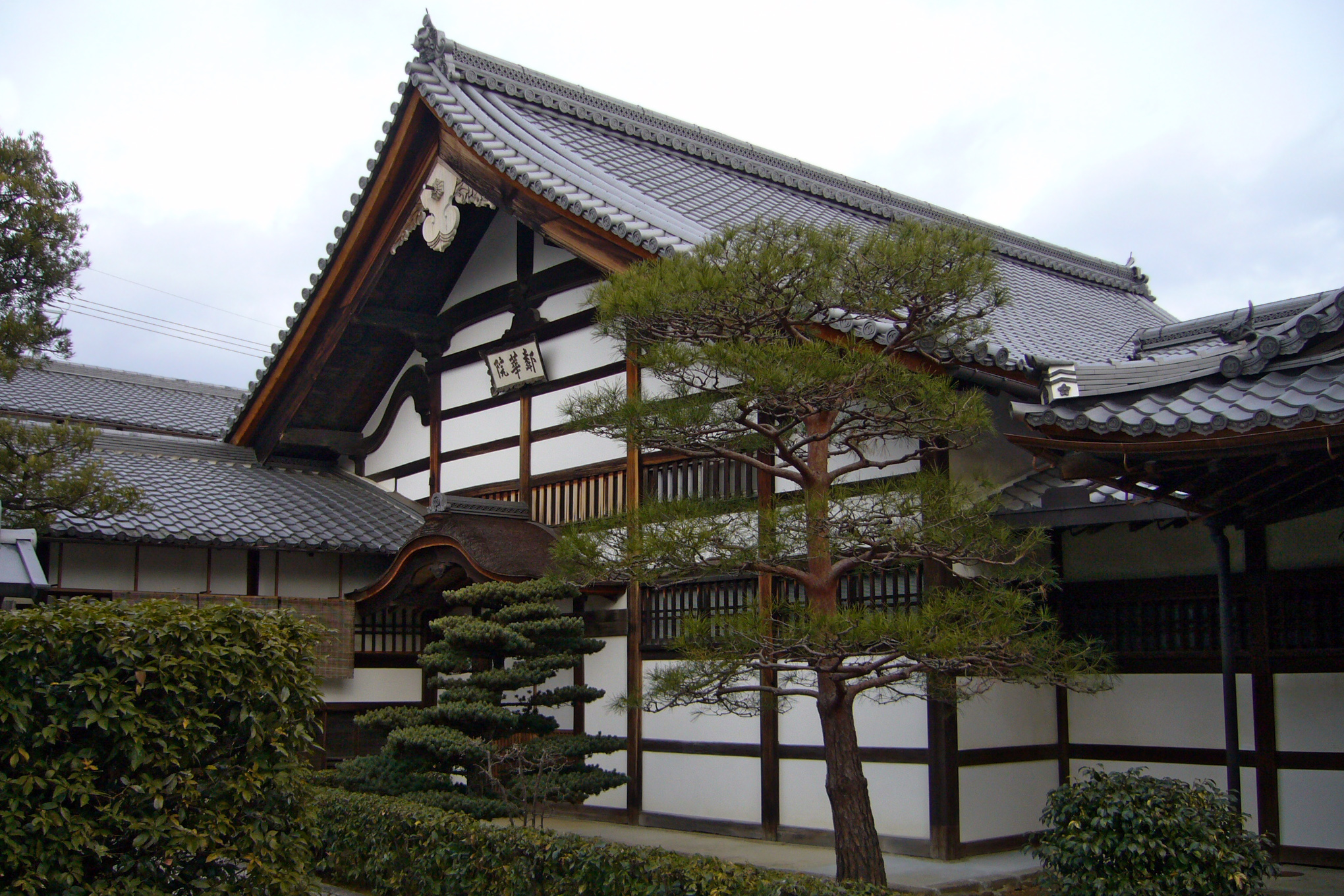
Rinka-in
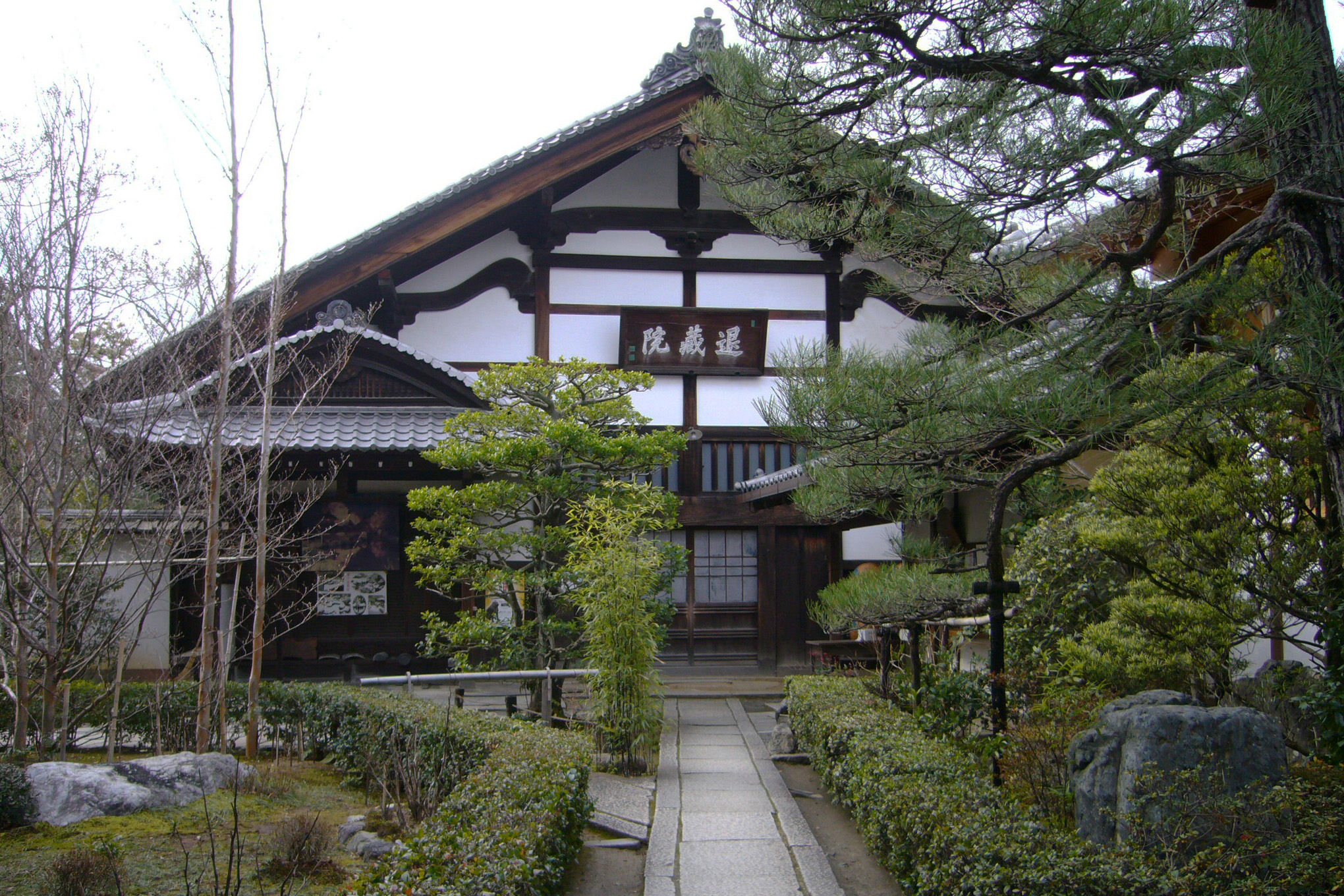
Taizō-in
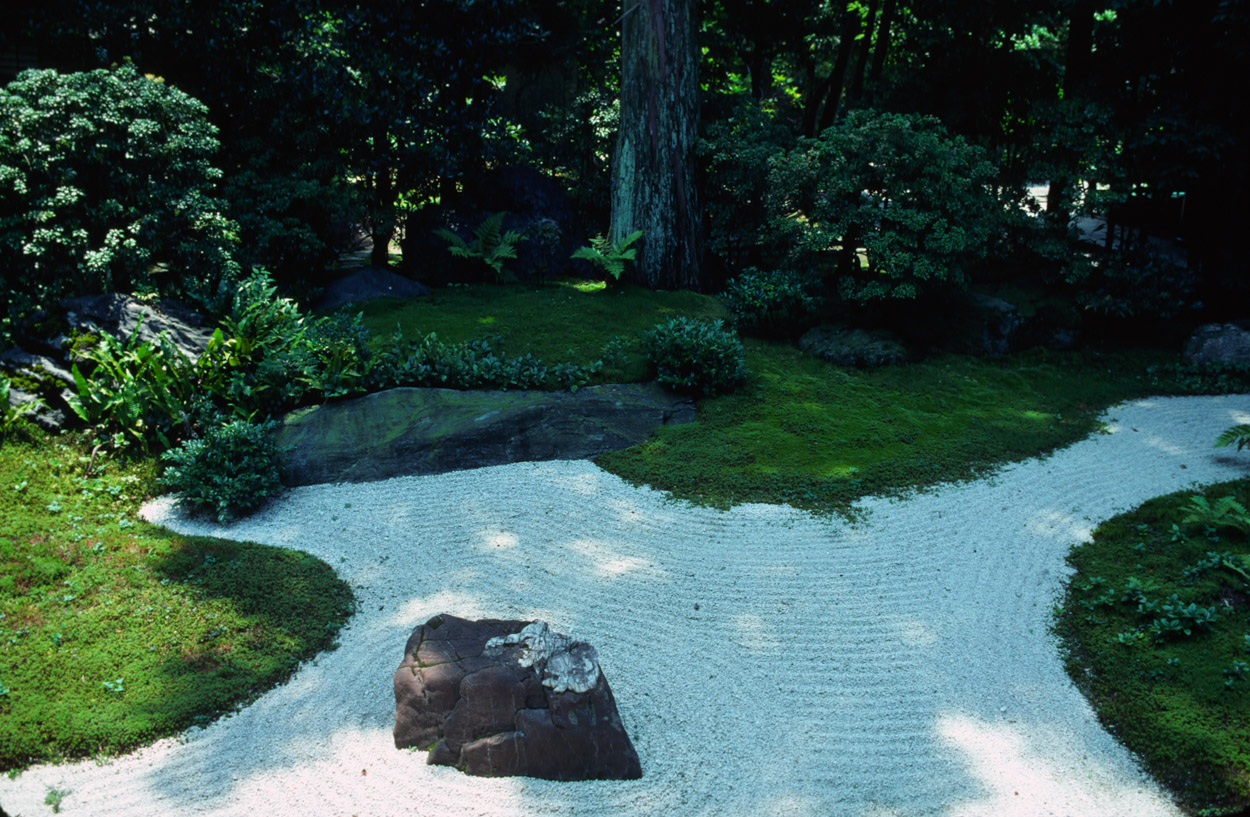
Ogród w Daishun-in
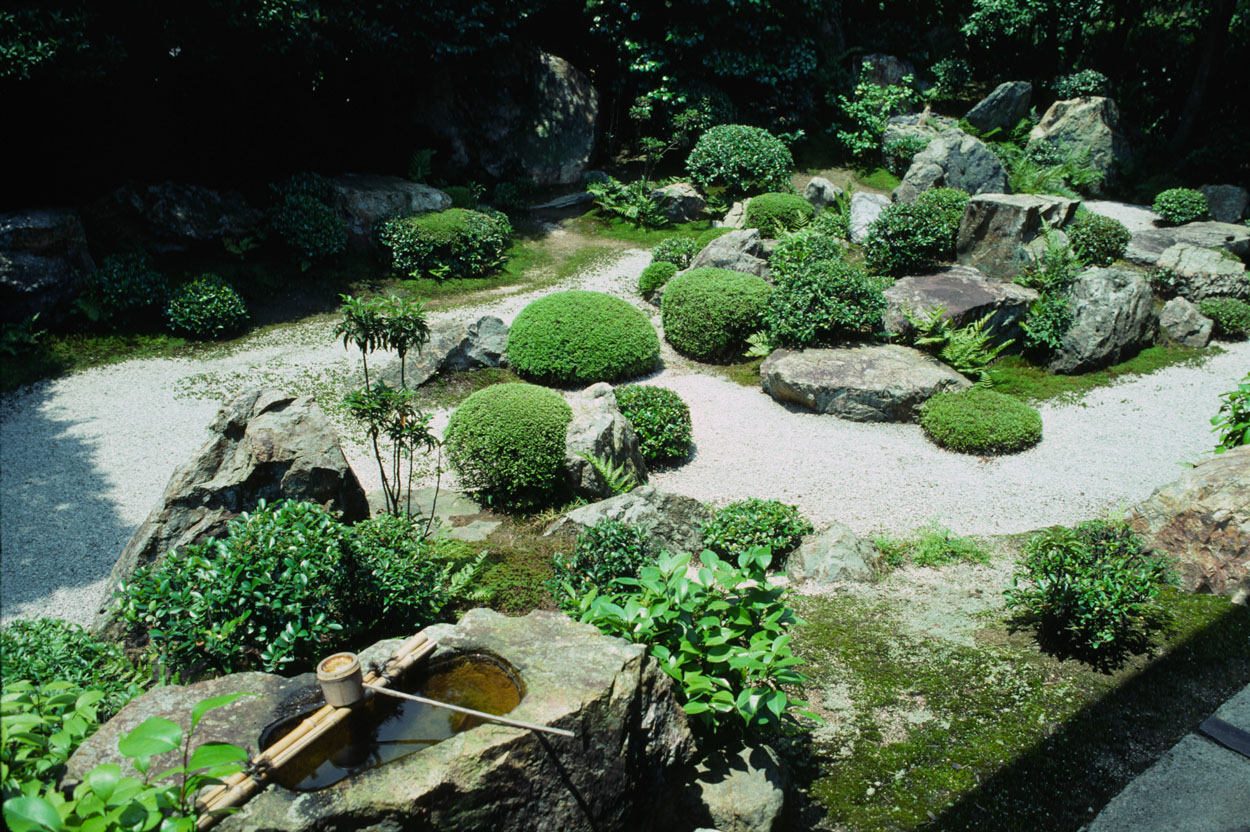
Ogród w Taizō-in